# معركة ممر كمبرلاند (1863)
معركة ممر كمبرلاند (بالإنجليزية: Battle of Cumberland Gap )‏ معركة وقعت خلال الفترة من 7 إلى 9 سبتمبر 1863 خلال أحداث الحرب الأهلية الأمريكية وتعد المعركة انتصارًا لقوات الاتحاد تحت قيادة أمبروز بيرنسايد وذلك خلال حملته علي نوكسفيل، اسفرت الاشتباكات غير الدامية باستسلام رجال الكونفدرالية 2300 رجل والسيطرة على ممر كمبرلاند.

## الخلفية
بدأ الميجر جنرال أمبروز بيرنسايد ، قائد الإدارة وجيش أوهايو ، التقدم ضد نوكسفيل بولاية تينيسي حيث غادر بيرنسايد سينسيناتي بولاية أوهايو في منتصف أغسطس عام 1863 وكان الطريق المباشر لقوات الاتحاد يمر عبر ممر كمبرلاند التي يسيطر عليه قوات الكونفدرالية لكن بيرنسايد اختار عدم قضاء الوقت في مهاجمة الممر وبدلاً من ذلك ، فصل لواء تحت العقيد جون ف. ديكورسي ليشكل تهديدًا للحامية المسيطرة علي الممر بقيادة العميد جون فريزر والتي يبلغ عدد أفرادها 2300 جندي ، بينما تجاوزهم باقي الجيش إلى الجنوب خلال أكثر من 40 ميلًا في التضاريس الجبلية الوعرة.  ويذكر ان ديكورسي كان قد قاد في السابق لواء في عمليات 1862 ضد ممر كمبرلاند بقيادة جورج دبليو مورغان .
على الرغم من هذا ، أحرز بيرنسايد تقدمًا سريعًا في نوكسفيل وانسحب العديد من الكونفدراليين في شرق ولاية تينيسي للمشاركة في معركة تشيكاماوجا المقبلة ، ولم يتبق سوى لواءين تحت قيادة الجنرال سام جونز (بما في ذلك فريزر) قام بيرنسايد بنجاح باحتلال مدينة نوكسفيل في 2 سبتمبر ، وأصبح بإمكان بيرنسايد الآن إعادة توجيه قواته إلى ممر كمبرلاند . 

## معركة
لم يكن لدى فريزر وحاميته الكونفدرالية المكونة من 2300 رجل خبرة قتالية تذكر ، لكنهم استفادوا من وجود موقع دفاعي طبيعي قوي حيث استكمل رجال فريزر هذا بحفر خنادقهم كان قد أعطي الجنرال سيمون ب. بوكنر أوامر لفريزر لسد الممر بأي ثمن ، هدد لواء ديكورسي الاتحادي قوات الكونفدراليين من الشمال ، لكن لواءه وحده لم يكن كافياً لإجبار فريزر على الخروج من الممر. ارسلت قوات الاتحاد لواءًا ثانيًا بقيادة العميد جيمس م . شاكلفورد . اقترب شاكلفورد من الجنوب ، وفي 7 سبتمبر ، طلب استسلام فريزر ولكن لم يكن هناك ما يكفي من قوات الاتحاد لاجبار فريزر علي الاستسلام تبع ذلك تبادل للنيران بواسطة المدفعية، وفي المساء استولى جنود الاتحاد على غاب سبرينغز ، مصدر المياه للكونفداليون. وأخيرا وفي الثامن من سبتمبر ، غادر بيرنسايد قائد قوات الاتحاد شخصياً نوكسفيل مع لواء برئاسة العقيد صموئيل جيلبرت وسار مسافة 60 ميلًا في أكثر من يوم واحد.  وفي الوقت نفسه ، أرسل كل من ديكورسي و شاكلفورد قاده ألوية الاتحاد رسائل تطالب بالاستسلام لقائد الكونفدرالية في محاولة لشراء الوقت ، التقى فريزر قائد الكونفدرالية مع قائدي الاتحاد بشكل منفصل ، لكنه رفض مطالب الاستسلام من كليهما.
حوالي الساعة 10:00   في التاسع من سبتمبر ، بعث برنسايد برسالة إلى فريزر تفيد بأن لديه الآن قوة كبيرة كافية لاجتياح قواته التي بالممر بالنهاية فأن قوة الاتحاد الضخمة ، والخبرة القتالية الضئيلة للكونفداليون، والروح المعنوية المنخفضة كلها عوامل أدت الي قرار فريزر بالاستسلام ففي حوالي الساعة 3:00   مساء وافق فريزر على استسلام غير مشروط لجميع الكونفدراليين الذين يحرسون معبر كمبرلاند.  ورغم تمكن ما بين 100 إلى 300 رجل من الفرار عبر خطوط ديكورسي بعد الاستسلام ، لكن بقية الجنود والأسلحة و 14 قطعة مدفعية والموقع الاستراتيجي أصبحوا الآن تحت سيطرة الاتحاد. كانت هذه آخر عملية كبرى ضد ثغرة كمبرلاند والتي بقيت في أيدي الاتحاد لبقية الحرب. 

## القوى المتحاربة

### الاتحاد
قسم أوهايو - بقيادة الجنرال أمبروز بيرنسايد
- اللواء المستقل ، الفيلق التاسع - العقيد جون ف. ديكورسي
- اللواء الثالث ، الفرقة الرابعة ، الفيلق الثالث والعشرون - العميد الجنرال جيمس م. شاكلفورد
- اللواء الأول ، الفرقة الثالثة ، الفيلق الثالث والعشرون - العقيد صموئيل جيلبرت

### الكونفدرالية
- اللواء الخامس ، جيش تينيسي - العميد. الجنرال جون دبليو فريزر